# Etnarcha
Etnarcha (gr. ἐθνάρχης – władca ludu) – używany w hellenistycznym kręgu kulturowym tytuł, określający monarchę o niższej pozycji od króla.